# グリフィス (ニューサウスウェールズ州)
グリフィス（Griffith）は、オーストラリア・ニューサウスウェールズ州の都市である。人口は2万251人（2018年）。

## 概要
1910年代にマランビジー川の灌漑事業によって建設された。首都キャンベラと同様に、ウォルター・バーリー・グリフィンとマリオン・マホーニー・グリフィンによって設計されたため円型や8角形の街区が特徴的である。グリフィスの地名は、初代ニューサウスウェールズ州公共大臣であるアーサー・ヒル・グリフィス（Arthur Hill Griffith）にちなむ。

## 地理
グリフィスは、シドニー及びキャンベラからはヒューム・ハイウェイ及びバーレー・グリフィン・ウェイ、メルボルンからはニューウェル・ハイウェイ、キッドマン・ウェイ、イリゲーション・ウェイを経由して、アクセスすることができる。